# SE4All
 (novembre 2023).
Si vous disposez d'ouvrages ou d'articles de référence ou si vous connaissez des sites web de qualité traitant du thème abordé ici, merci de compléter l'article en donnant les références utiles à sa vérifiabilité et en les liant à la section « Notes et références ».

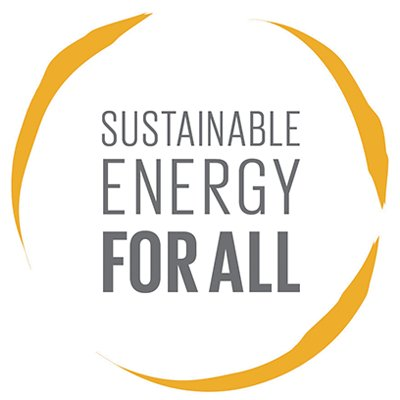
Bonne

Sustainable Energy for All (Énergie durable pour tous, SEforALL) est une organisation internationale qui travaille en partenariat avec les Nations unies, les gouvernements, le secteur privé, les institutions financières, et la société civile pour renforcer et stimuler les actions en faveur de la réalisation de l'Objectif de développement durable 7 (ODD 7) qui appelle à un accès universel  aux énergies renouvelables d’ici 2030, et à l'Accord de Paris sur le climat qui appelle à réduire les émissions de gaz à effets de serre afin de limiter le réchauffement climatique en dessous de deux degrés Celsius.
Lancée en 2011 par l'ancien Secrétaire général des Nations unies Ban Ki-moon, SEforALL est maintenant une organisation indépendante dont le siège social est basé à Vienne, en Autriche, avec des bureaux à Washington DC et New York. L'organisation est représentée par Damilola Ogunbiyi, Présidente-Directrice générale et Représentante spéciale du Secrétaire général des Nations unies pour l’énergie durable pour tous et Coprésidente d’ONU-Énergie,  en poste depuis le 1er janvier 2020. Elle est l’ancienne Directrice Générale de l’Agence rurale d’électrification du Nigeria. 

## Objectifs
Afin de transformer le système énergétique mondial de manière positive, Sustainable Energy for All a fixé trois objectifs à atteindre d'ici 2030 :
- assurer un accès universel à l'énergie, et notamment à l'électricité ;
- doubler l'efficacité énergétique, afin de diminuer la consommation totale d'énergie ;
- doubler la part des énergies renouvelables dans le mix énergétique mondial, et la porter ainsi à 30 %.